# 詹姆斯·摩尔
詹姆斯·摩尔（英語：James Moore，1737年左右—1777年4月15日）是美国独立战争期间的一位大陆军准将。他生于北卡罗莱纳殖民地显赫政治世家，是该殖民地在大陆军中服役的5位将领之一。摩尔童年和青年时代的大部分时间都是在家族位于恐怖角河下游流域的庄园度过，此后很快就投身殖民地的军队构建。
法国－印第安人战争期间，摩尔在殖民地民兵部队服役，并在阿拉曼斯战役期间统领殖民地总督的炮兵部队，这一战结束了规管战争。摩尔从政早期支持殖民政府，积极涉身独立运动，在地方自由之子组织中扮演重要角色，还协助组织了全殖民地范围的法外省议会。1775年，他当选北卡罗莱纳第1个正规团的首位司令官，直接服从大陆会议调遣。
摩尔在摩尔河大桥之战中表现优异，带领爱国者赢得战斗胜利，然后于1776年2月27日晋升为大陆军准将。1776年上半年，他一直保留着北卡罗莱纳的司令部，以防英军入侵殖民地；但到了下半年则因收到上级指令而把司令部转移到南卡罗莱纳殖民地。摩尔曾掌握大陆军南方军部的实际指挥权，直至1777年4月因病去世时止，只是名义上并非部队司令官。根据后人的记载，摩尔是位卓越的军事统帅，只是因过早去世而中断了光明的事业前景。

## 早年生活和家族

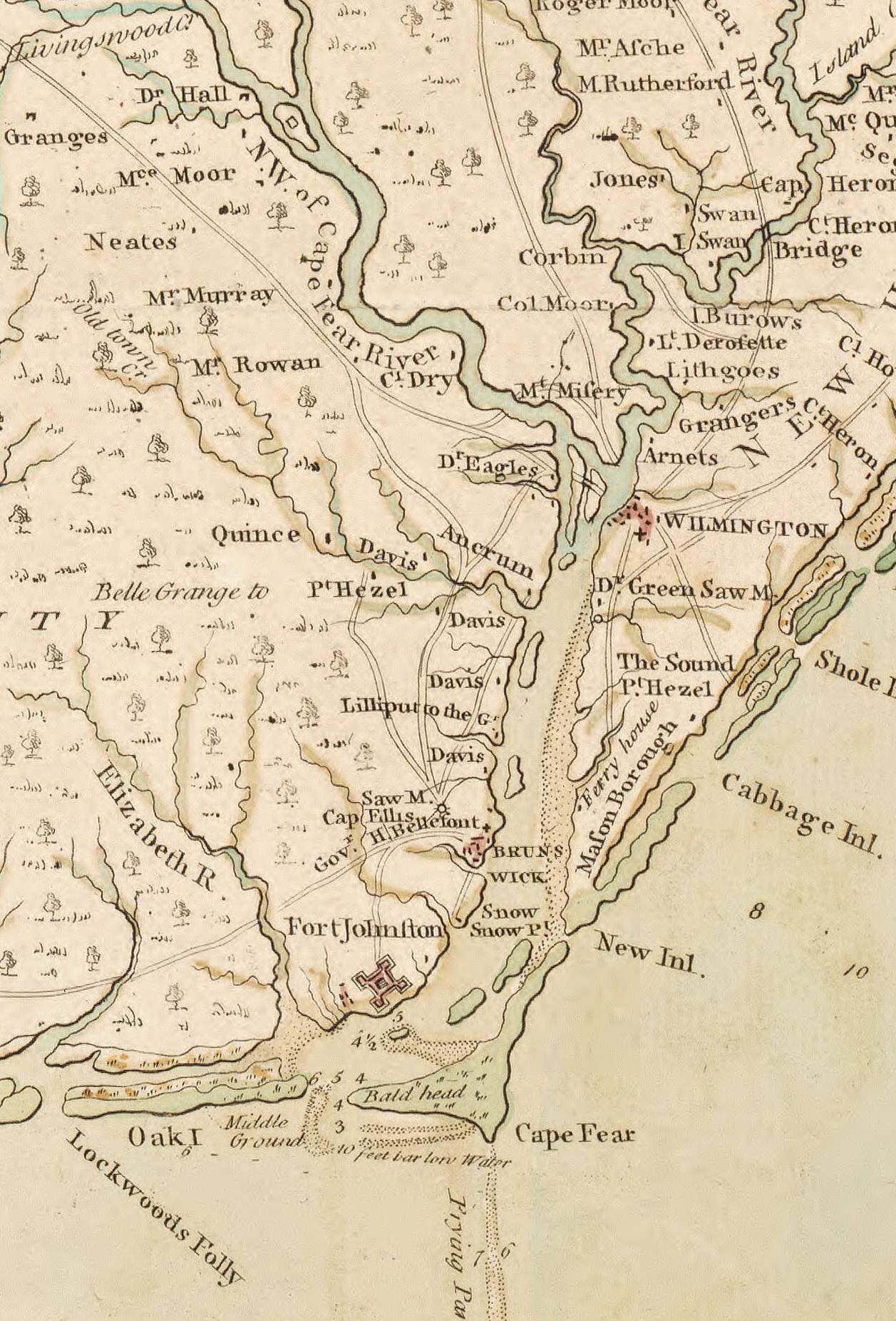
约翰·科莱所绘1770年北卡罗莱纳州地图的一部分，可以看到威尔明顿和恐怖角河周边，约翰斯顿堡和摩尔家族拥有的土地（左上方）也在其中。

詹姆斯·摩尔于1737年左右生于卡罗莱纳殖民地恐怖角地区的新汉诺威县:299。他的家族在威尔明顿以北约24公里、恐怖角河（Cape Fear River）流域的罗基波恩特（Rocky Point）拥有大量土地。詹姆斯的父亲叫莫里斯·摩尔（Maurice Moore），母亲玛丽·波特·摩尔（Mary Porter Moore）是莫里斯的第二任夫人。詹姆斯的哥哥和父亲同名，之后成为美国革命期间北卡罗莱纳的爱国者政治领袖。詹姆斯的妹妹丽贝卡·摩尔（Rebecca Moore）嫁给了约翰·阿什（John Ashe），后者是美国革命战争领袖兼民兵将领。:299
摩尔的爷爷也叫詹姆斯·摩尔，曾在北卡罗莱纳和南卡罗莱纳同属一个殖民地时担任总督。莫里斯·摩尔曾在乔治·伯林顿（George Burrington）担任总督期间提倡在恐怖角区域建立定居点:428。此外，小詹姆斯还有位官拜上校的同名叔叔，是雅马西战争中的一位军事统领:428-429。小詹姆斯的侄儿阿尔弗雷德·摩尔（Alfred Moore）曾在大陆军服役，并且正是由自己的叔叔带领，阿尔弗雷德之后还成为美国联邦最高法院大法官。小詹姆斯的侄女莎拉之后嫁给了弗朗西斯·纳什，纳什和小詹姆斯都是大陆军中的北卡罗莱纳将领。:429
由于众多亲属都是有一定权力和地位的名人，因此摩尔家族也成为当地最有权势的家族，当地居民往往将他们通称为“那个家族”:60。他父亲一方的亲戚包括9位叔叔和阿姨、亲生和表兄弟姐妹又有17人，其中多人嫁入豪门，形成区域性的强大网络，让他们的财富和影响力得以延续:60-61，并且每一代拥有的奴隶人数都在增长:61。到美国革命爆发时，恐怖角河下游区域的10位拥有奴隶数量最多的奴隶主中有6位同摩尔家族有一定程度关联:61。由于恐怖角下游地区不适合大规模种植像水稻和靛蓝这样经济价值更高的作物，因此摩尔家族的财富主要源于海军军需品仓库商品销售和木材生产:57-58。
摩尔童年的大部分时间都是在父亲的种植园度过，直到种植园于1761年转让时止:318。成年后，摩尔迎娶了安娜·艾维（Anna Ivey），两人生了二子二女，摩尔去世时四个孩子都还在世:429。摩尔的其中一个儿子与他同名，曾是美国独立战争期间的大陆军中尉，因在尤托泉之战中受伤导致终身残废。

## 殖民地从政和从军生涯
美国革命爆发前，詹姆斯·摩尔就曾担任过军官。1758年，殖民地总督阿瑟·多布斯（Arthur Dobbs）任命摩尔担任约翰斯顿堡一民兵连的上尉，他担任连队统帅直至法国－印第安人战争时期:299-300。该战期间，摩尔统领一个连队前往南卡罗莱纳，在盎格鲁—切罗基战争中保卫殖民地免受切罗基人袭击:299。到1759年时，他已成为太平绅士:318。1766年，摩尔为抗议《印花税法》而率领武装暴民占领当时北卡罗莱纳殖民地实际上的首都不伦瑞克（Brunswick）。这些暴民还选派摩尔为代表，前去与总督威廉·特赖恩（William Tryon）以及正躲在特赖恩家中的皇家海关审计长威廉·彭宁顿（William Pennington）交涉:299-300。面对暴徒的要求，彭宁顿选择让步，他辞去职务，并发誓自己绝不会执行《印花税法》的规定:249-249。
规管战争期间，摩尔曾担任殖民地民兵炮兵连上校:300，这场战争是西部居民对北卡罗莱纳殖民地政府不公正待遇的反抗，紧随其后的便是美国革命战争:238-239。摩尔在阿拉曼斯战役中担任特赖恩手下炮兵连的司令员:300，一旦总督认为起义人士不会投降，那么摩尔就必须下令朝敌方开炮，表明战役正式开始。但炮兵连在战斗期间发挥失常，暴乱人士一度在面对正规军时仍然取得优势。但是，总督的军力最终粉碎了武装农民的防线，规管战争至此结束。1964至1771年，摩尔是北卡罗莱纳殖民地下议院的新汉诺威县议员，并于1773年再度当选:299。1772年，他在恐怖角河位于威尔明顿上游数英里处买下面积达200公顷的种植园:148。

## 美国革命

### 革命运动
1770年，摩尔成为自由之子威尔明顿分会成员，并参加了该团体抵制恐怖角河进口英国商品的活动。1774年7月21日，摩尔成为威尔明顿一个委员会的委员，与殖民地内其它县合作组织首届北卡罗莱纳省议会。他还是新汉诺威县安全委员会成员，与当地居民合作，为港口遭《波士顿港口法》关闭的波士顿筹集供给。1775年8月，他入选第三届北卡罗莱纳省议会，会上决定组建殖民地民兵，摩尔成为第一个正规团部队的司令员:300。当时，支持保皇党的恐怖角地区日记作家珍妮特·肖（Janet Schaw）对摩尔担任爱国者民兵司令员表示恐惧：
他是有产者，是最完美无瑕的人，礼仪举止和蔼可亲，在生活中表现出的品行也为他赢得了所有人的爱戴，他的声望是如此之高，追随者相信会比这个省内的其他任何人都多。但是，他的行事原则却完全错了，我敢肯定这其中并没有任何程度的故意，他是真心相信自己应该如此，这样也最符合国家的利益。他不会介入口水战，我的哥哥曾告诉他，自己出于某种原因不赞同他的看法，所以不会支持他。对此他这样回答：“那就不要支持我，每个人应该凭自己的心意行事。”如果让这样一个人担任统帅，相信我，他一定会遇到敌人。:17-18:167-168
摩尔率领的团之后将成为北卡罗莱纳战线的组成部分，他的妹夫约翰·阿什（John Ashe）一度积极奔走，希望成为部队统帅，但最终在议会投票中以一票劣势败给了摩尔:300。

### 摩尔河大桥之战

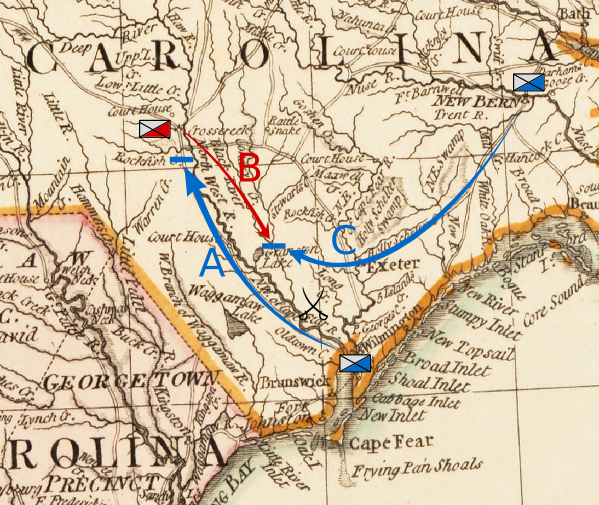
摩尔河大桥之战前各方军力部署：
A：詹姆斯·摩尔领军北上逼近克罗斯克里克追击保皇党；
B：保皇党南下朝威尔明顿前进；
C：卡斯威尔从新伯尔尼领军迎战保皇党。

1776年2月15日，第二届大陆会议建立北卡罗莱纳第1团，并任命摩尔担任司令员，负责防守恐怖角地区:300。与此同时，位于克雷文县新伯尔尼（New Bern）的殖民地政府组建出以理查德·卡斯威尔（Richard Caswell）为首的民兵部队，再派部队南下与摩尔的正规军和其他多支民兵部队会合:277-278。1775年战争爆发后不久，北卡罗莱纳殖民地选择效忠英国的苏格兰高地居民组织出约1400人兵力:40。爱国者政府对这股以克罗斯克里克（Cross Creek，如今北卡罗莱纳州的费耶特维尔附近）周边地区为根据地的保皇党大军提高警惕，派遣摩尔和卡斯威尔前去压制这股还在不断膨胀的势力:39。
英国陆军和英国皇家海军计划从威尔明顿入侵北卡罗莱纳，这里是恐怖角区域的新兴海港，战略位置非常重要，他们还得到了总督乔赛亚·马丁（Josiah Martin）为首的殖民地政府保皇党派系支持。苏格兰高地居民组建的军队打算在北美英军总司令汤马士·盖奇将军率领的英军大部前来北卡罗莱纳后与之会师。:275-276保皇党如果要前往威尔明顿，最近的路线就是穿过罗克菲什溪，摩尔为此领兵在恐怖角南岸加强防御。他在这里还不断获得增援，最终统领的兵力有约1100人:40。带有约1500名苏格兰高地军人的唐纳德·麦克唐纳（Donald MacDonald）准将派特使面见摩尔，命令他加入保皇党，否则就会展开进攻。摩尔起初拖延时间不予答复，之后再回绝对方的要求，称麦克唐纳不过是虚张声势。:41麦克唐纳的手下没有马上开战的斗志，并且又得知卡斯威尔将率民兵与摩尔会师。眼见局势不妙，麦克唐纳选择后撤，带领保皇党部队朝河流下游前进，远离摩尔的部队。:41-42
接下来，摩尔又为麦克唐纳统领的保皇党部队布下圈套。他在克罗斯克里克步下一支分队，命令卡斯威尔上校和亚历山大·里林顿（Alexander Lillington）前去河流下游某地，这里正好是保皇党民兵将会经过的位置:277-278:43。保皇党兵力设法避开了卡斯威尔，摩尔于是命令卡斯威尔前往一个叫摩尔河大桥的地方与里林顿汇合。就在卡斯威尔动身的同时，摩尔率军沿河向下游漂流了约97公里，然后上岸一起追击麦克唐纳:43-44。1776年2月27日清晨，保皇党企图在摩尔河大桥之战中跨越该河，但他们遭遇的是卡斯威尔和里林顿的猛力夹击。最终，爱国者们在不到3分钟的时间里就解决了战斗，麦克唐纳的部队受到重创，有数十人死伤，850名将士被俘，爱国者一方则仅有1人阵亡，1人受伤。:278
摩尔未能亲身参与这场战斗，他在战局已定后不久到达现场，并率军追击敌军残部。摩尔河大桥之战粉碎了英军征服北卡罗莱纳的企图，殖民地各地居民纷纷庆祝。当时的英国媒体力图淡化这场败战，称这不过是保皇党部队的失败，而非英国正规军的不堪。:279-2801776年3月4日，位于新伯尔尼的北卡罗莱纳省议会通过决议，感谢摩尔率军打击保皇党。

### 大陆军准将

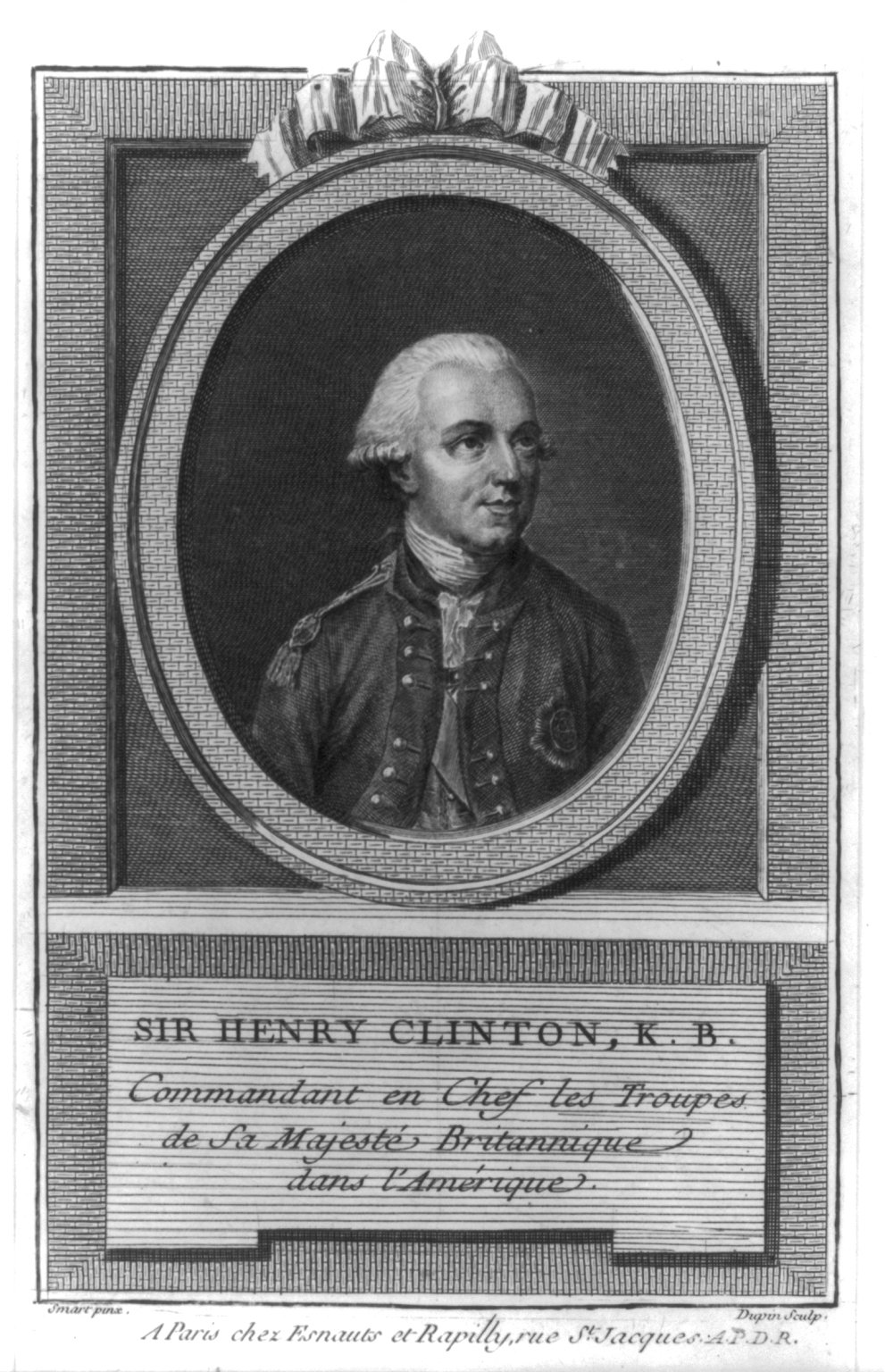
亨利·克林顿将军的肖像（绘于1770至1780年间）。克林顿一度对驻守威尔明顿的摩尔构成威胁，但最终改道进攻查尔斯顿。

1776年3月1日，大陆会议经投票表决任命摩尔出任大陆军准将，统领北卡罗莱纳的所有正规军:300。北卡罗莱纳殖民地在独立战争期间共有5位军衔在准将或以上的军官，摩尔便是其中之一。身为准将，他服从南方军部查尔斯·李（Charles Lee）将军的命令，负责在摩尔河大桥之战后保卫威尔明顿免遭潜藏在恐怖角区域的英军船只袭击:300。在此期间，他不断骚扰英军和保皇党，同时也注意对他们加以监视。他在威尔明顿架设了两座新炮台，击沉恐怖角河位于该市以南主河道上的船只，禁止大型船只通行，通过这些措施加强城池防御。:591776年4到5月，亨利·克林顿将军带领的约7000人主力部队中有部分到达威尔明顿附近，一度对摩尔驻防该城的1847名将士构成威胁:59-60。但克林顿很快就认定，北卡罗莱纳不是理想的进军目标，大部分英军舰队和陆军于1776年5月30日南下前往查尔斯顿:61。
威尔明顿的局势暂缓后，摩尔计划请省议会增加5个连的兵力保卫北卡罗莱纳海岸。在他看来，驻扎北卡罗莱纳的大陆军有可能调遣到其他殖民地，在这样的情况下，为了让北卡罗莱纳不致完全失去自卫能力，有必要组建不直接受大陆军影响的新部队:64。1776年9月，查尔斯·李受命北上协防纽约，摩尔接过大陆军南方军部指挥权:300:429。大陆会议起初命令摩尔北上同乔治·华盛顿将军会师，但由于英军仍然可能进犯南、北卡罗莱纳，议会中止了这一命令，请北卡罗莱纳省议会自行调遣摩尔的部队。1776年10月23日，省议会命令摩尔留在北卡罗莱纳，他的部下在新伯尔尼和威尔明顿过冬。11月16日，大陆会议表示同意省议会的安排，并指示摩尔在必要时协助击退任何针对南卡罗莱纳和乔治亚殖民地的侵略企图。:xi-xii
接下来，摩尔于11月带领约2035名将士:83南下前往查尔斯顿:82，对在沙利文的岛战役中受英军袭击的爱国者部队提供援助。摩尔率领的旅在1月抵达，但他的大部分时间都是在查尔斯顿和北卡罗莱纳两地往返，一方面为缺衣少食、装备简陋的部下争取资金和衣物，另一方面还在继续招兵买马:300。他还一度取得梅克伦堡县大农场主托马斯·波尔克（Thomas Polk）的私人贷款，共计6250南卡罗莱纳货币来为将士们购买军粮:83。他和弗朗西斯·纳什上校一起督导部下进行日常训练。但由于北卡罗莱纳军人仍然饱受感冒和肺炎的困扰，因此许多人都改为加入南卡罗莱纳战线，因为该殖民地的服役军人有更优厚的待遇。:84
1777年2月，大陆会议命令摩尔率领北卡罗莱纳大陆军将士北上协助乔治·华盛顿，但由于缺乏补给和口粮，这一计划未能成行:300。摩尔只能于1777年1月8日亲自赶回北卡罗莱纳，以求为部下争取应得的报酬和待遇，南方军部的指挥权则暂时转交给罗伯特·豪准将。豪担心英军会再度来袭，因此不但没有遵照摩尔指示领军北上，还下令北卡罗莱纳旅不得离开查尔斯顿。:86摩尔的身体状况日益恶化，弗朗西斯·纳什因此晋升准将，并接过北卡罗莱纳旅的指挥权带兵北上。

## 逝世和影响
1777年春，正准备率军北上的摩尔病倒了，4月15日左右，感觉“肚子里出现一阵痛风”的詹姆斯·摩尔与世长辞，年仅40岁:88。据民间传说记载，詹姆斯和哥哥莫里斯是在同一所房子里去世，并且月份和日期也相同:429。摩尔的夫人安娜也在数月后逝世。
摩尔始终没有亲身参与任何战斗，但他成功地将北卡罗莱纳原本装备、补给都严重不足的松散兵力组建为成效显著的军事力量:88。在北卡罗莱纳早年历史专家塞缪尔·阿科特·阿什（Samuel A'Court Ashe）看来，摩尔“或许是北卡罗莱纳在独立战争期间所涌现出的最高超的军事大师”:428。另一位历史学家则认为，摩尔的“行动往往都承载着伟大的希望”:88。还有历史学家认为，摩尔在摩尔河大桥之战前及开战期间的军事统领是爱国者最终大获全胜的重要原因。
美国革命女儿会驻北卡罗莱纳州韦克县的韦克福里斯特（Wake Forest）分会	，以及位于华盛顿州废弃军事基地凯西堡的一座美国陆军炮台都是以詹姆斯·摩尔命名以示纪念。1940年，北卡罗莱纳州文化资源部下属的北卡罗莱纳州高速公路历史纪念牌计划在摩尔昔日位于彭德县罗基波恩特的故居附近立起历史纪念牌，纪念他的一生以及对美国革命战争的贡献。